# ایدی گورمی
اِیدی گورمِی (انگلیسی: Eydie Gormé؛ ۱۶ اوت ۱۹۲۸ – ۱۰ اوت ۲۰۱۳) یک خواننده اهل ایالات متحده آمریکا بود. وی بین سال‌های ۱۹۵۰ تا ۲۰۰۹ میلادی فعالیت می‌کرد.
وی به‌خاطرِ ترانه‌های عاشقانه‌ای که خودش یا با همسرش استیو لارنس اجرا می‌کرد، شهرت داشت و بابت آنها برندهٔ جوایز گوناگونی از جمله جایزه امی ساعات پربیننده شده بود.